# Hagworthingham
Hagworthingham är en ort och civil parish i Storbritannien.   Den ligger i grevskapet Lincolnshire och riksdelen England, i den sydöstra delen av landet, 190 km norr om huvudstaden London. Hagworthingham ligger 77 meter över havet och antalet invånare är 296.
Terrängen runt Hagworthingham är platt. Runt Hagworthingham är det ganska tätbefolkat, med 75 invånare per kvadratkilometer. Närmaste större samhälle är Louth, 18,1 km norr om Hagworthingham. Trakten runt Hagworthingham består till största delen av jordbruksmark.